# Princ (2014.)
The Prince (engleski izvornik: The Prince), američko-britanski film iz 2014. godine.

## Sažetak
Plaćeni ubojica znan u krugovima zločinačkih organizacija pod nadimkom Princ davno se odrekao života plaćenog ubojice. Sve to promijenila je što mu je kći oteta i radi rješavanja tog slučaja mora se vratiti u način života koji je davno napustio. Za spasiti kći suočio se s najvećim rivalom burne prošlosti.